# Aprilov Point
Der Aprilov Point (englisch; bulgarisch Априлов нос Aprilow nos) ist eine Landspitze an der Nordküste von Greenwich Island im Archipel der Südlichen Shetlandinseln. Sie liegt 6,9 km östlich des Duff Point, 2,1 km ostsüdöstlich von Kabile Island, 2,2 km ostnordöstlich der Crutch Peaks, 1,8 km südlich von Ongley Island, 5,5 km westlich des Agüedo Point sowie 2,3 km nordnordwestlich des Sevtopolis Peak und bildet die Ostseite der Einfahrt zur Haskovo Cove.
Britische Wissenschaftler kartierten sie 1968. Die bulgarische Kommission für Antarktische Geographische Namen benannte sie 2006 nach dem bulgarischen Arzt Wasil Aprilow (1789–1847), einem Förderer des Schul- und Kirchenwesen in Bulgarien und Aktivisten der der Bulgarischen Nationalen Wiedergeburt.